# MOFF Künstler innen im Gespräch – Szene Rheinland

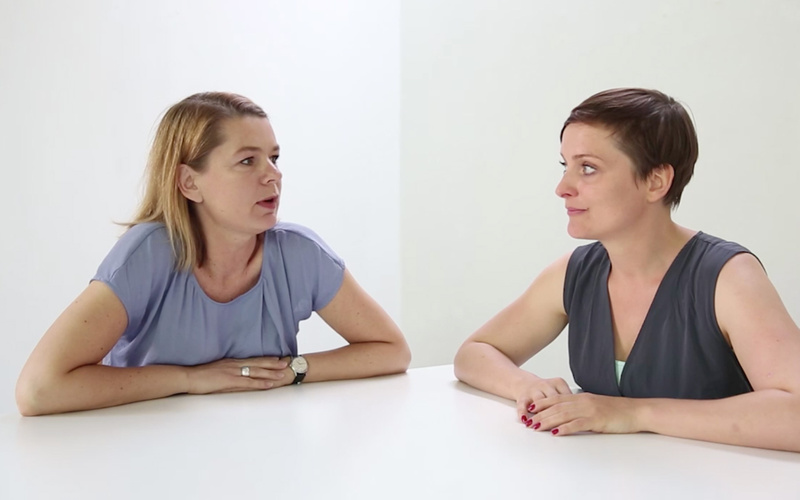
Anne Schloen (links) und Stefanie Klingemann (rechts)

MOFF. Künstler_innen im Gespräch – Szene Rheinland ist ein kostenloses Printmagazin aus der Kunst-Szene im Rheinland mit dem Redaktionssitz in Köln.

## Redaktion und Verbreitung
MOFF ist seit 2008 von Stefanie Klingemann entwickelt worden. Seit 2011 besteht der gemeinnützige Verein MOFF e.V. zur Förderung zeitgenössischer Kunstprojekte. Im MOFF-Team arbeitete von 2010 bis 2014 die in Köln lebende Kunsthistorikerin Anne Schloen als Mitherausgeberin. Seit 2017 arbeitet der Kunsthistoriker Emmanuel Mir aus Düsseldorf im Redaktionsteam. Weitere redaktionelle Beiträge und Gespräche wurden u. a. mit Barbara Hess, Sabine Elsa Müller, Julia Reich, Barbara Hoffmann-Johnson, Ulrike Jagla-Blankenburg, Andreas Prinzing, Ulrike Grothe, Sabine Maria Schmidt und Johannes Stahl geführt.
Das Magazin liegt auf Kunstmessen wie der Art Cologne, in Galerien, Offspaces, Museen, Archiven, Bibliotheken, Hochschulen, sowie einigen Bars und Cafés im Rheinland und darüber hinaus aus. Im Mittelpunkt stehen neun bis zwölf Gespräche mit unterschiedlichen Akteuren aus der Kunstszene.

## Design

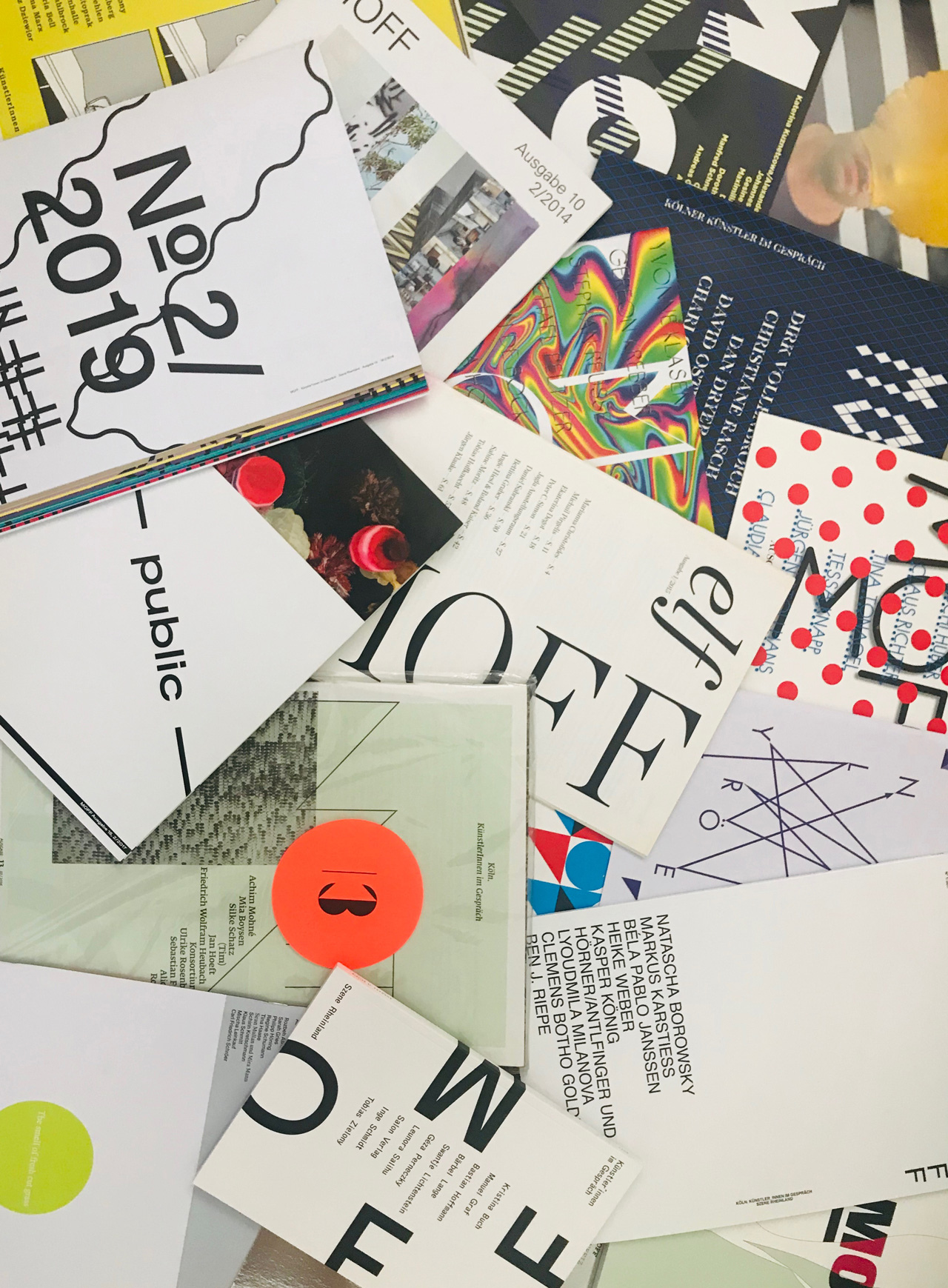
Abbildung aller Cover des MOFF-Magazins

Das Format, das Layout und der Umfang des Magazins unterliegen einem stetigen Wandel und Entwicklung. Das MOFF-Magazin verzichtet auf ein Branding, ein Logo oder eine Corporate Identity, jede Ausgabe wird von einem neuen Team konzipiert. Angestrebt wird ein repräsentativer Querschnitt der rheinländischen Kunstszene im weiteren Sinn.

## Inhalt
In MOFF erhalten die Künstler eine Möglichkeit, ihre Arbeit einer breiten Öffentlichkeit zu präsentieren. Die Gesprächsbeiträge unterliegen dabei keinem allgemeingültigen Prinzip und richten sich nach den Wünschen und Anforderungen der Gesprächspartner – ob Bildmaterial eingefügt wird, Links zur Verfügung gestellt werden oder das Gespräch in eher wissenschaftlicher oder vollkommener freier, teils auch poetischer Form oder eher als eine Art Monolog geführt wird, steht hierbei frei. Auch Formate wie Carte Blanche sind in einzelnen Ausgaben erschienen, bei denen die Künstler vollkommene Freiheit zur Gestaltung ihres eigenen Beitrags erhielten, auch außerhalb des für die jeweilige Ausgabe entworfenen Layouts.
Mit seinen Gesprächen bietet das Magazin ein  Forum der Vermittlung von zeitgenössischer Kunst. Gespräche wurden unter anderem mit Candida Höfer, Gereon Krebber, Mary Bauermeister, Kasper König, Frances Scholz, Moritz Wesseler, Selma Gültoprak und Yilmaz Dziewior geführt und bietet somit neben der Vorstellung junger Positionen auch arrivierten Künstlern, Kunstwissenschaftlern und Kuratoren eine Plattform.
Jedes Magazin bietet eine Künstler-Edition, welche von einem oder einer der Künstler der jeweiligen Ausgabe erarbeitet und realisiert wird. Die Editionen sind verschiedener Ausprägung, wie etwa Postkarten oder Plakate, beispielsweise von Mischa Kuball oder die Aufbringung von speziell hergestelltem Duftlack von Rozbeh Asmani. Durch die kostenfreie Verteilung des Magazins ist auch die Edition für die Leser kostenfrei. Zusätzliche "Sammler-Editionen" werden von den Künstlern zum Verkauf zur Verfügung gestellt und dienen mit ihrem Verkauf dem Erhalt des Magazins.

## Externe Wahrnehmung

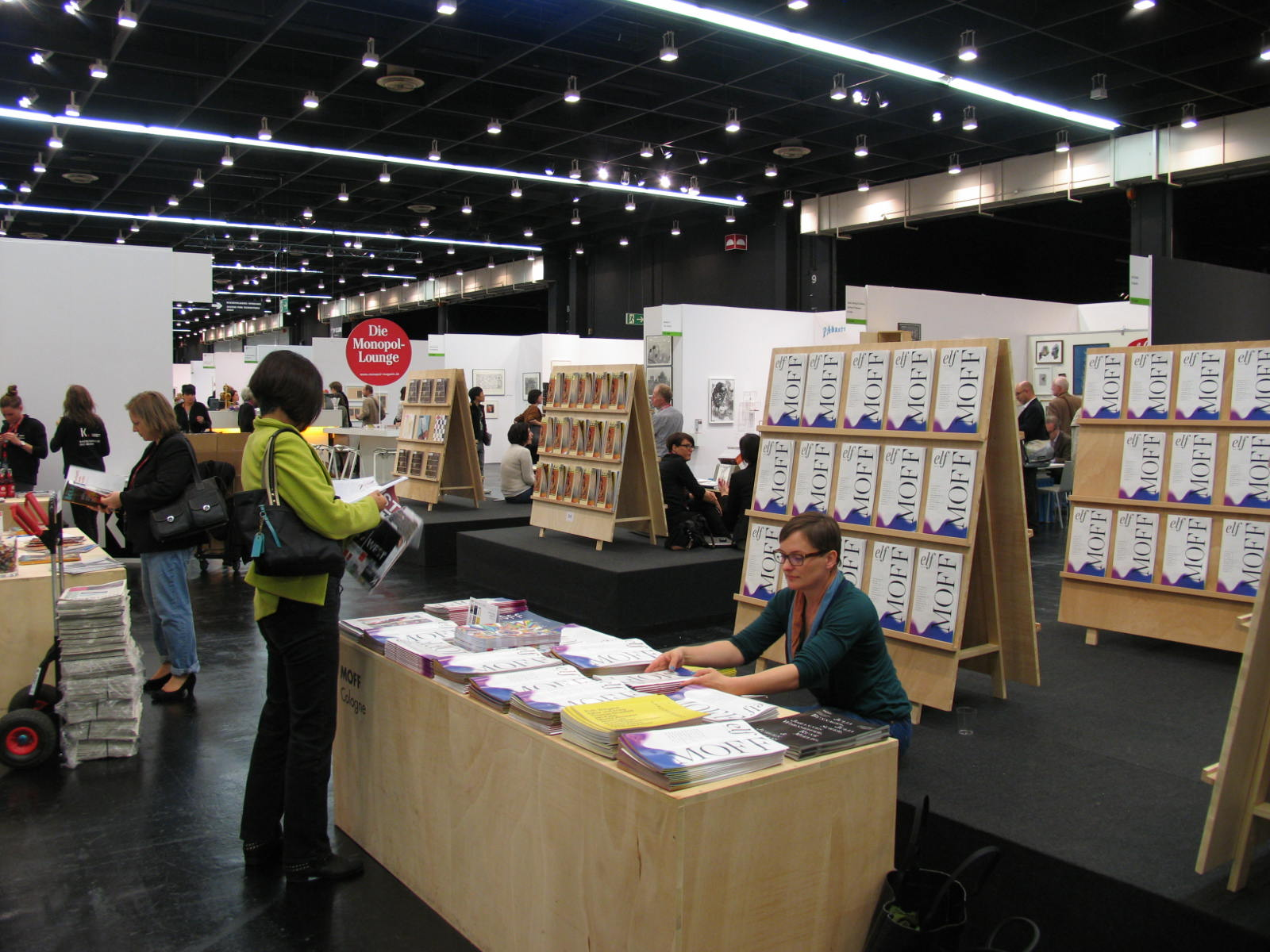
Stand des MOFF-Magazins auf der Art Cologne

Ragnhild Klußmann stellte in einem Bericht zum fünfjährigen Bestehen des Magazins im Oktober 2014 dar:

„Man kann durch die Kontinuität von mittlerweile fünf Jahren dann auch Künstlerbiografien nachverfolgen und Entwicklungen und Veränderungen in der Kölner Kunstszene nachvollziehen.“

Nicht zuletzt durch die  Präsenz mit einem eigenen Stand auf der Art Cologne hat das Magazin eine deutschlandweite und durch das Publikum der Messe auch internationale Reichweite erzielt.
Das Magazin erhielt 2012 eine Publikationsförderung der Stiftung Kunstfonds und 2017 eine Förderung des Landschaftsverbandes Rheinland. Aus der Förderungsbegründung des LVR wird vor allem auch die Verknüpfung der Kunstszenen Kölns und Düsseldorfs im Magazin als kulturell identitätsstiftend hervorgehoben.
Stefanie Klingemann wurde 2016 zudem mit dem erstmals im Rahmen der Kölner Kulturpreise vergebenen Preis "Junge Initiativen" für ihr Engagement für das MOFF Magazin sowie für 10qm, ein Kunstprojekt im öffentlichen Raum in Köln-Nippes, geehrt.